# バターン死の行進
バターン死の行進（バターンしのこうしん、タガログ語: Martsa ng Kamatayan sa Bataan、英語: Bataan Death March）は、第二次大戦中の日本軍によるフィリピン進攻作戦においてバターン半島で日本軍に投降したアメリカ軍・アメリカ領フィリピン軍の捕虜が、捕虜収容所に移動する際に多数死亡した行進のことを言う。全長は120kmで、もともとはその半分弱は鉄道とトラックで運ばれる予定であったが計画を立てた当初の捕虜の予想数と、実際の捕虜の数に大きく違いがあり、結局約83kmの距離を3日間、1日平均14kmを難民と手ぶらの捕虜と20キロの装備品を持った監視の日本兵が歩いた。
フィリピンでは、日本がアメリカ軍を破ってバターン半島を陥落させた4月9日を2009年から勇者の日 (タガログ語: Araw ng Kagitingan) としてフィリピン・アメリカの戦士を称える休日として定めている。

## 経緯

### 守備隊の降伏
1941年（昭和16年）12月23日、台湾から派遣されたフィリピン攻略の主力部隊である、本間雅晴中将率いる第十四軍が、ルソン島リンガエン湾に上陸した。フィリピン防衛の任に当たっていたのは、ダグラス・マッカーサー率いるアメリカ極東陸軍（米比軍）であった。マッカーサーは12月24日、マニラの無防備都市宣言を行った後マニラから撤退、バターン半島とコレヒドール要塞に立てこもった。日本軍は翌1942年1月2日に、マニラの無血占領に成功した。その後、日本軍はコレヒドール要塞を攻撃し、3月12日、マッカーサーはコレヒドール島を脱出した。
1942年（昭和17年）4月9日、日本軍はバターン半島を死者130名、負傷者6808名を出して占領した。降伏したエドワード・P・キング少将率いるバターン半島の米比軍は、約7万6千名もの多数が捕虜となった。これは、日本側の2万5千名との捕虜数予想を大きく上回るものであった。なお、コレヒドール要塞はその後も籠城戦を続けていた。

### 辻政信による偽命令
2013年に刊行された『蒋介石の密使　辻政信』（渡辺望、祥伝社新書）によれば、大本営参謀であった辻政信が、このバターン戦終了時にバターンにあらわれ、捕虜の集団処刑を企てる事件があったという。
辻は、この戦争は人種間戦争であるとして、「フィリピン人は、同胞であるアジア人を裏切って白人植民地主義者であるアメリカ人に味方したのだから処刑しろ」として、独断で「大本営から」のものとする偽の捕虜処刑命令を出したという。今井武夫に電話で捕虜処刑命令を伝えた松永梅一の談によると、辻政信が処刑命令を口頭で伝達して歩いていた。辻から偽命令を受け取った第65旅団の参謀らは直通電話で連隊長らに命令を広め、一部では実際に捕虜の処刑が発生したという。
今井武夫大佐は4月10日午前11時ごろ、第65旅団司令部の高級参謀松永梅一中佐から直通電話で、「日本軍は米比軍の降伏を全面的に承諾していない。したがって、米比軍の投降者は未だ正式に捕虜として容認されていないから、各部隊は手元にいる米比軍投降者を一律に射殺すべし」という大本営のもととされる命令を受け取ったが、今井はこれを拒否することを決意し、書面による命令を要求しつつ、直ちに千人以上の捕虜を全て釈放した。他にも、第十独立守備隊隊長の生田寅雄少将は、同様の命令を伝達されたが、部下と協議中に、部下がこの命令が偽物であると確認したため、実行を取り止めた。本間中将はこうした命令について死ぬまで知らず、彼の参謀長も戦後になり初めてその事実を知った。
一方、渡辺祐之介大佐率いる歩兵第百二十二連隊では、第65旅団長の奈良晃中将に電話で確認できたため、捕虜約五百人を下士官に命じ、刺殺、銃殺させたという。麾下には従軍中の台湾高砂族を指揮して、アメリカ・フィリピン両軍の将校多数を殺害した者もいた。今井や生田のように命令を拒んだものもいたが、このように完全に、あるいは部分的に実行した者もいた。前掲書の著者である渡辺望は、辻のこの策謀がもし完全に成功していた場合、太平洋戦争で最大級のジェノサイド事件になる恐れがあったとしている。
ただし、このような偽命令の虐殺を企画した辻政信は、#戦犯裁判にも記しているように、戦犯として逮捕・起訴されることはなかった

## 日本軍の捕虜護送計画と実態
日本軍の捕虜護送計画は、総攻撃の10日前に提出された ものであり、捕虜の状態や人数が想定と大きく異なっていた。捕虜は一日分の食料を携行しており、経由地のバランガまでは一日の行程で食料の支給は必要ないはずであった。実際には最長で三日かかっている。バランガからサンフェルナンドの鉄道駅(サンフェルナンド駅)までの区間では200台のトラックしか使用できなかったが、全捕虜がトラックで輸送されるはずであった。しかし、トラックの大部分が修理中であり、米軍から鹵獲したトラックも、継戦中のコレヒドール要塞攻略のための物資輸送に充てねばならなかった。結局、マリベレスからサンフェルナンドの区間83kmを、将軍も含めた捕虜の半数以上が徒歩で3日間行進することになった。この区間の行軍が『死の行進』と呼ばれた。
米兵達は降伏した時点で既に激しく疲弊していた。日本軍に降伏したとき、バターン半島のアメリカ兵の五〇パーセントは戦傷やマラリアのために、医師の手当てを要する体調だった。したがって、短距離を歩くことさえ不可能ではないとしても極めて困難だったが戦火に追われて逃げ回り、極度に衰弱した難民達も行進に加えられた。日米ともにコレヒドールではマラリアやその他にもデング熱や赤痢が蔓延しており、また食料調達の事情などから日本軍の河根良賢少将はタルラック州カパスのオドンネル基地に収容所を建設した。米比軍のバターン半島守備隊の食料は降伏時には尽きており、味噌汁、ゴボウなどアメリカ人、フィリピン人と日本人との食生活の違いも指摘されている。さらに炎天下で行進が行われたために、重さ30kgの重武装の日本兵も監視のために一緒に行軍したが、約42kmの道のりで多くの捕虜が倒れた。このときの死亡者の多くはマラリア感染者とも言われる。
| 区間                         | 距離   | 備考                              |
| ---------------------------- | ------ | --------------------------------- |
| 1.マリベレス～バランガ       | 約30km |                                   |
| 2.バランガ～サンフェルナンド | 約53km | トラック200台での輸送（一部のみ） |
| 3.サンフェルナンド～カパス   | 約48km | 鉄道での輸送                      |
| 4.カパス～オドネル           | 約12km |                                   |

この表のように、捕虜が歩くのは1と4の区間だけであり、バランガとサンフェルナンドには野戦病院を設置し、その他数キロごとに、救護所や休憩所を設置して傷病兵を手当てする計画であったが、上記のように、当初日本軍が想定していた事態を大きく上回った。その後、日本軍の管理するオードネル捕虜収容所に収容された捕虜が数か月の間に、劣悪な環境により食糧・医薬品の不足や水の不足により、最終的にここでも万単位の死者(アメリカ兵は1000人単位の死者）が出たため、連合国側は死の行進と含めて戦後裁判の対象とした。

## 捕虜の扱い
辻政信による前述の偽命令の虐殺以外に、（すべてではないが）捕虜に対する行進前・行進中の非人道的行為が殺害も含めて行われたことが、以下の様に日本側・アメリカ側の記録に残る。行進中については、トラックで運ばれた者や行進の先頭にいた者以外に対して虐待行為があったと言われる。
この背景として、日本側に捕虜になることを恥ずべきものとする考えがあり、降伏した米兵を軽侮する考えがあった。日本兵は、軍隊内の部下への暴力的制裁が習慣的に行われていたため、軽侮の対象である捕虜に対しても暴力を振るい、殺害した例もあるとされ、実際にその過酷さは生存捕虜の複数の証言で述べられており、日本の軍人の証言でも記録に残っている。また、捕虜への暴力の原因については、行進中に早く歩けなどの日本兵の命令を聞かなかったときであり、捕虜の証言ではさしたる理由のない場合であったという。
行進中の捕虜の待遇は部隊によって異なるとみられるものの、捕虜は「食糧や飲料水の提供は非常に少なく、灼熱のなか休みも殆どなく歩かされ」て、「夜は収容可能人数の倍の人数で倉庫に押し込まれて」「用便も立っている場所で行われざるを得なかった」と証言される。
収容所にたどり着いたのは、捕虜となった約7万6千人の内、約5万4千人で、約7千人から1万人がマラリアや飢え、疲労などで死亡したものと見られている。米軍の死亡者は2300人と記録されている。監視の日本兵は少なく、逃亡は容易だったとされる。フィリピン人の場合は、現地の民衆の間に紛れ込めばわからないので、ほとんど脱走者であり、報告は死亡と報告していたと言われている。

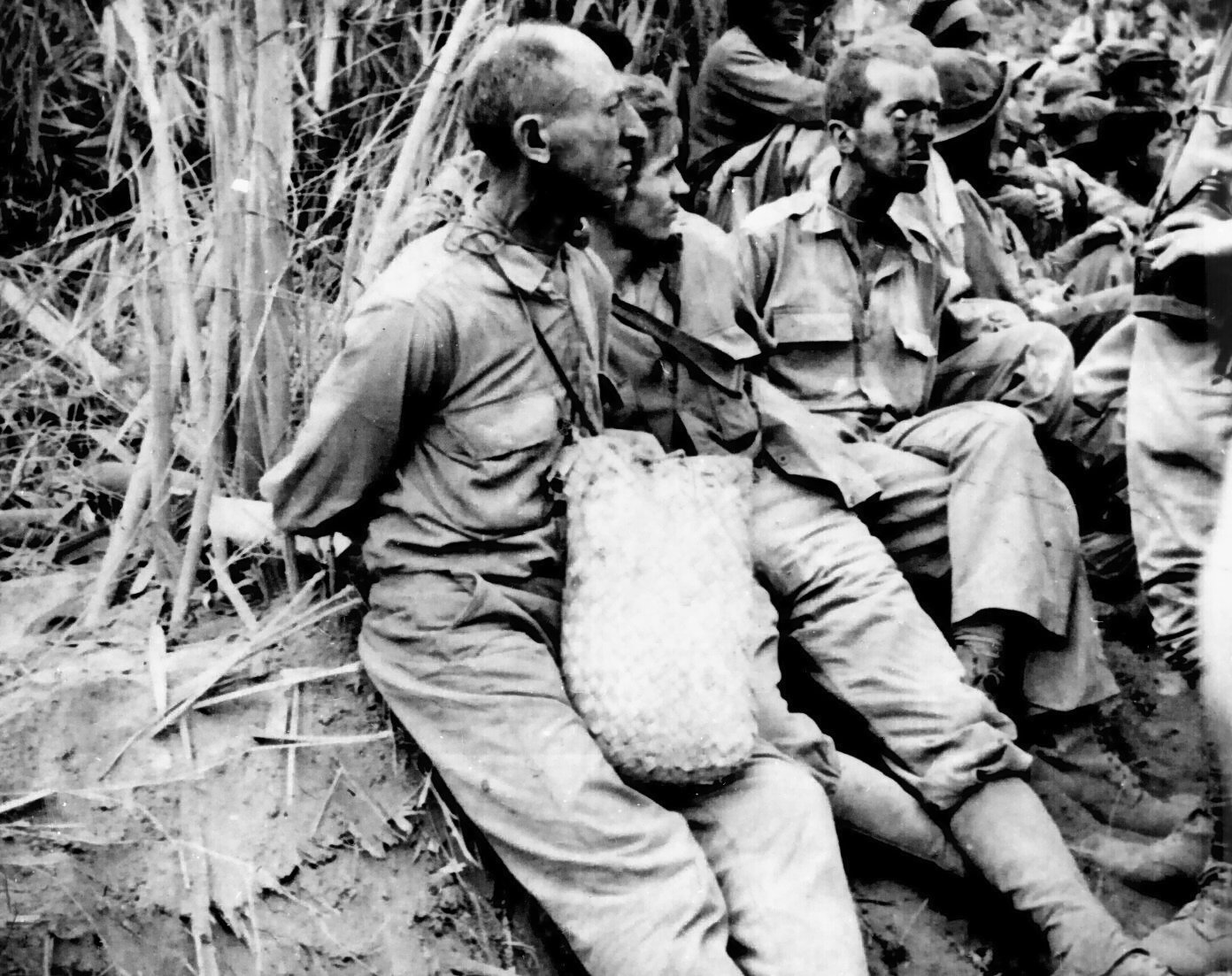
行進中の小休止 捕虜は手を縛られている
このプロパガンダポスターで示す様に、このニュースは米国民を激怒させた。示される新聞切り抜きは、バターン死の行進に言及する。ポスターには「殺人者ジャップが全滅するまで手を休めるな」と書かれている。
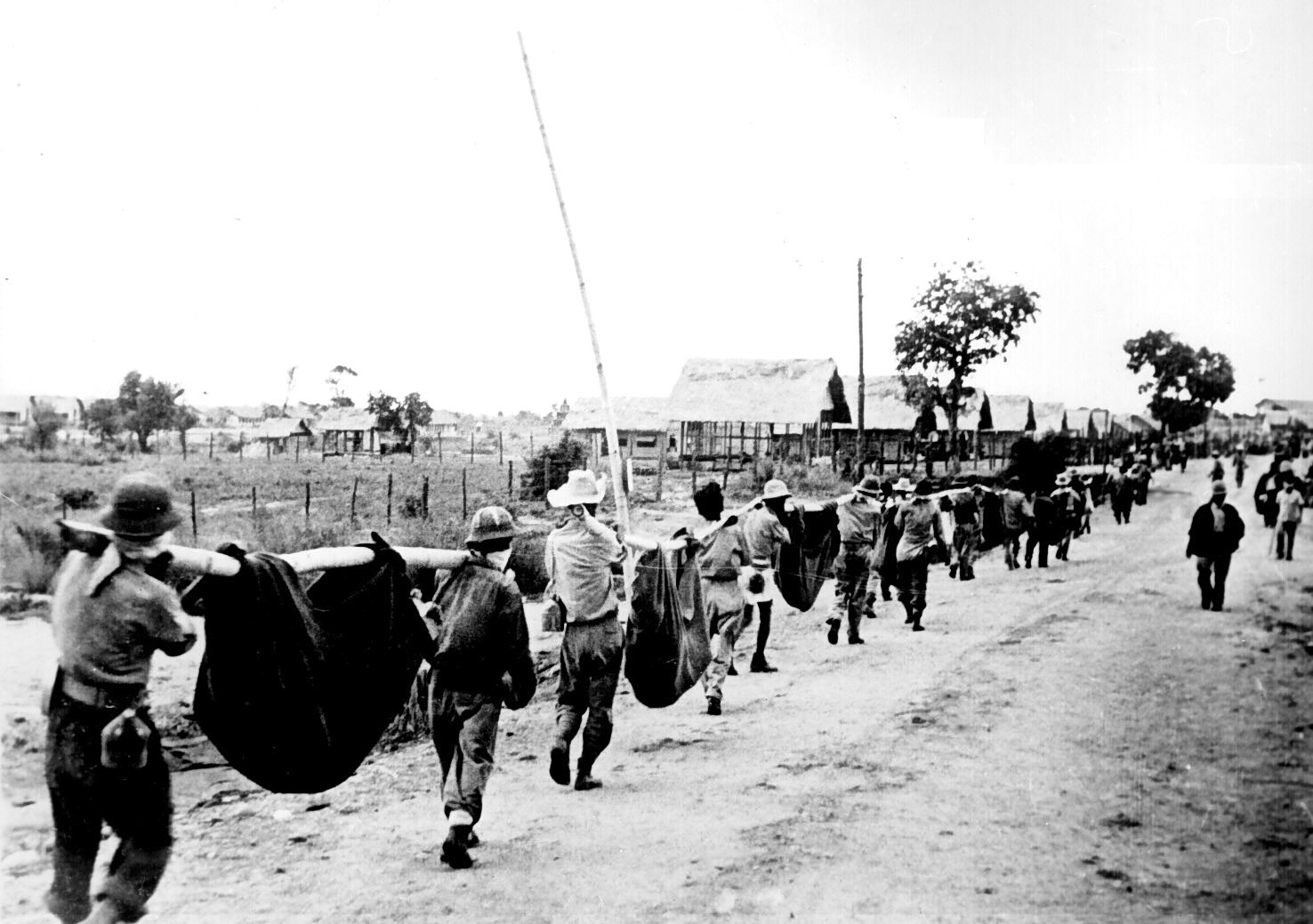
死の行進の犠牲者を埋葬する様子として報道された写真だが、実際は行進から数週間後に収容所にて撮られた、米兵の遺体を埋葬する様子[12]。
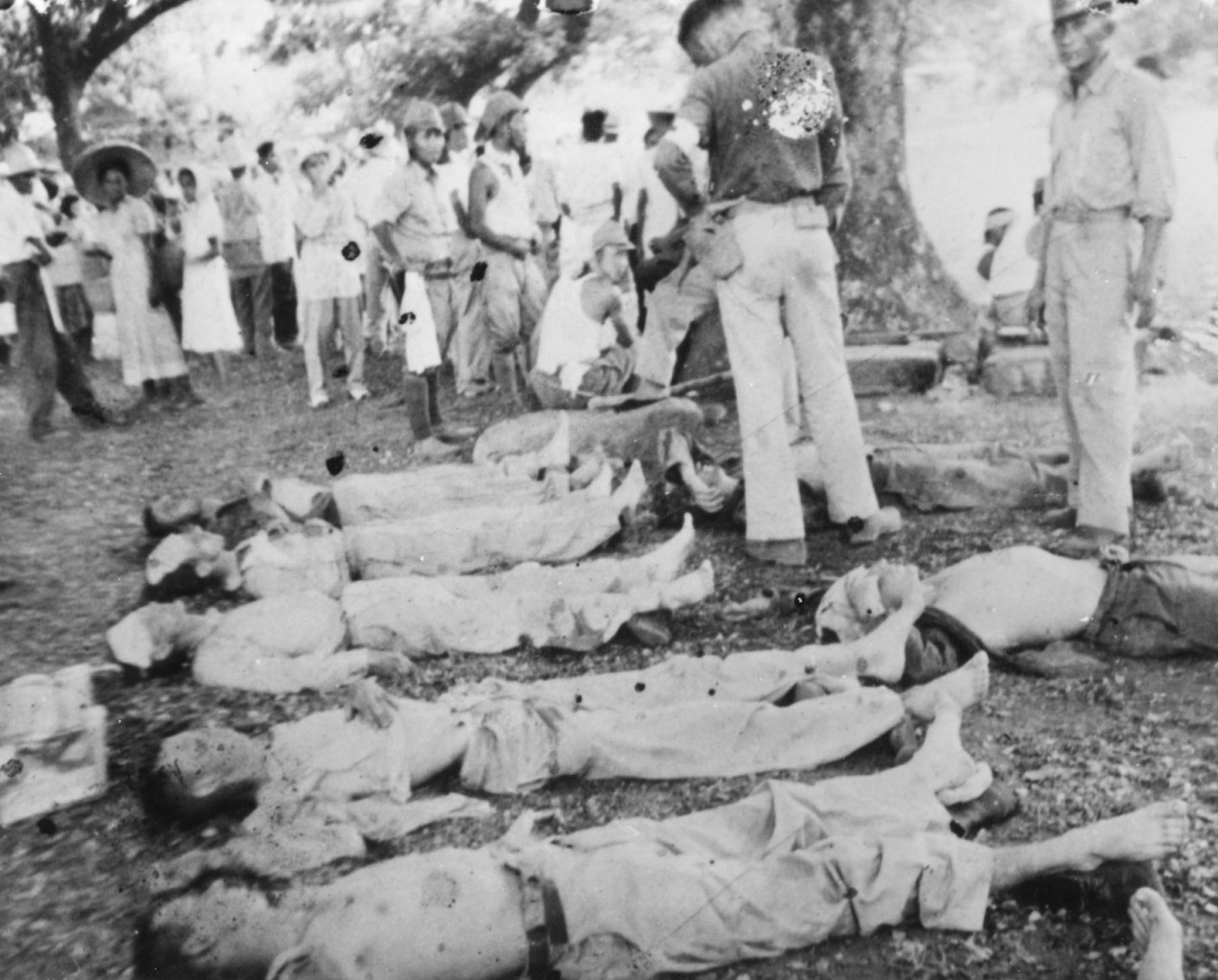
バターン死の行進で死亡したアメリカ・フィリピン兵捕虜

バターン半島の戦いにちなむアメリカ海軍の戦闘艦
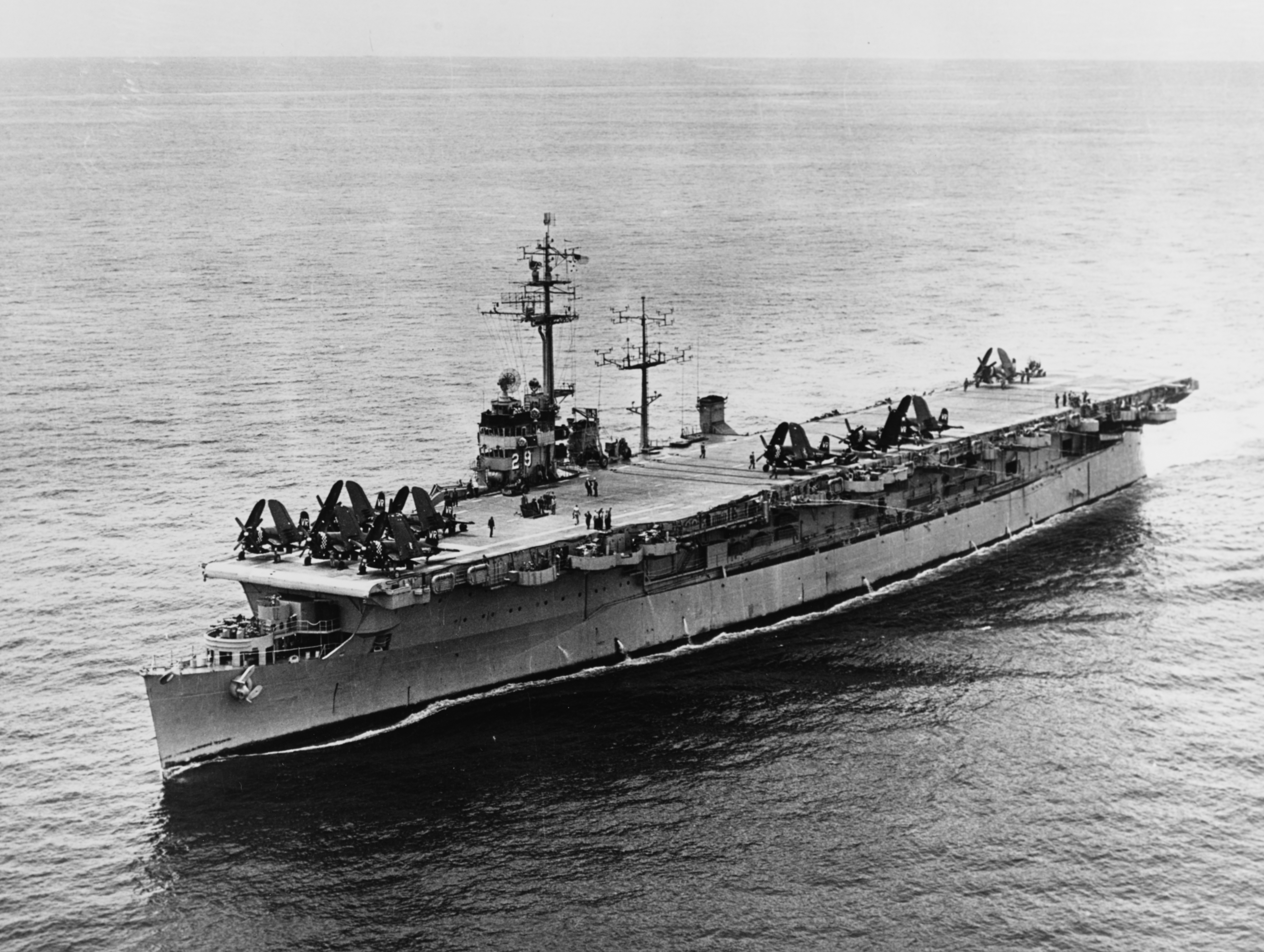
航空母艦 バターン (USS Bataan, CVL-29)
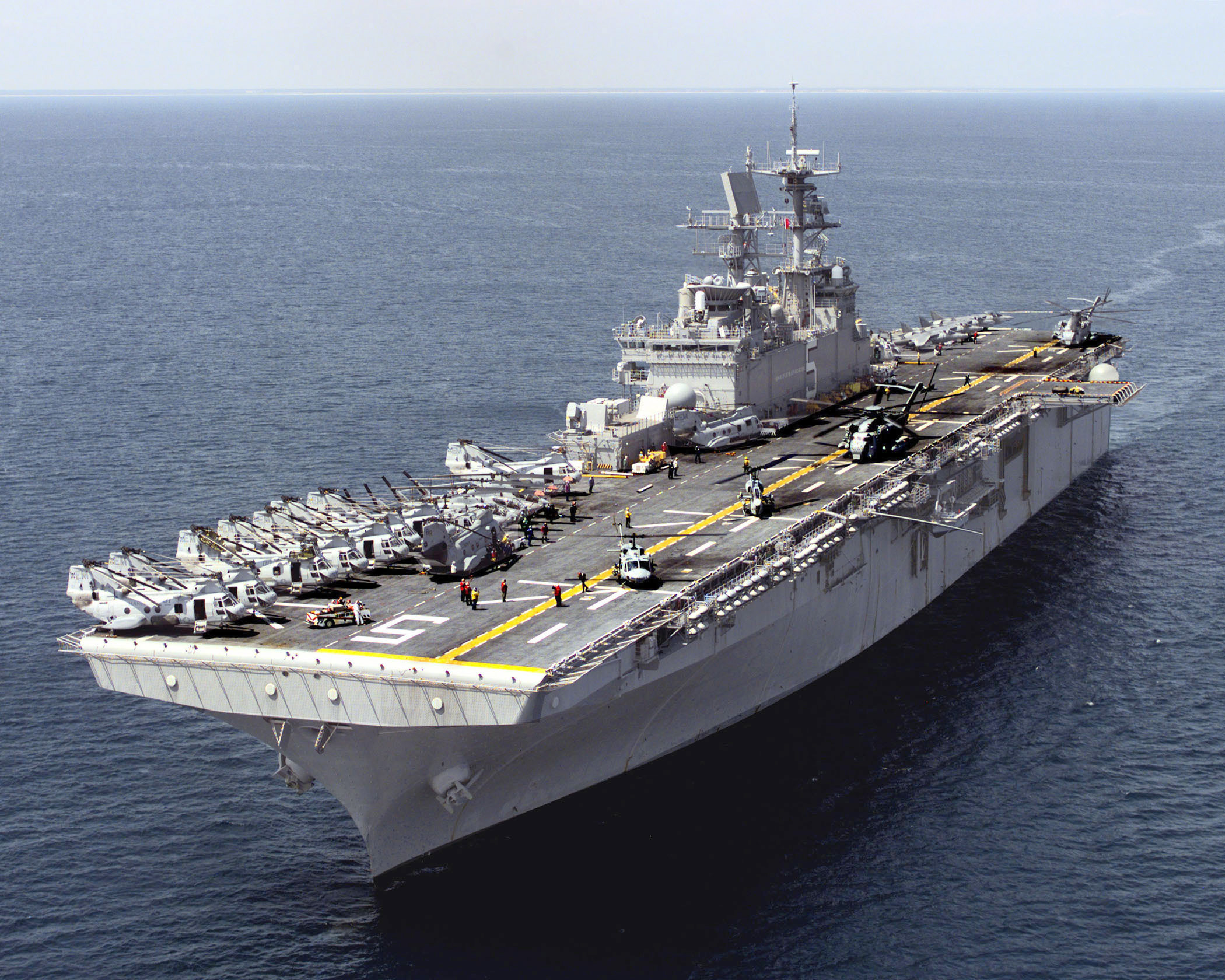
強襲揚陸艦 バターン (USS Bataan, LHD-5)

## 戦後

### 戦犯裁判
第二次世界大戦後、マニラ軍事裁判や極東国際軍事裁判において、第14軍の司令官の本間雅晴や捕虜移送の責任者であった第14軍兵站監河根良賢少将は、死の行進の責任者として有罪の判決が下り、死刑に処された。既に述べたように、バターン陥落後に捕虜への人道的な扱いを命じたことや、人道主義者であると、アメリカ側の記録にも認知されていた本間であるが、その本間が、戦時中の部下の捕虜への過酷な待遇や残虐行為について知らなかったのは本当であり、軍事裁判で初めて事実を知ることとなった。
偽の殺害命令を出して虐殺をおこしたとされる辻政信中佐は、終戦時にバンコクで僧に変装して潜行し、フランス領インドシナ・中華民国を経て、1948年5月に日本に帰国、数人の元高級将校に匿われて、戦争犯罪追及を逃れていた。GHQは辻を戦犯容疑者の逮捕リストから削除し、辻をGHQ参謀第2部(G2)のエージェントとして利用し、結局辻が戦犯として逮捕・起訴されることはなかった。

### 反論
以下の様な日本側の反論があり、それに対する元捕虜の反論もある。
- アメリカが糧秣の余裕のあるうちに降伏しないことが問題であり日本は一生懸命に捕虜対策を行った[15]。
- 捕虜を比較的食糧などを補給しやすい地域に徒歩で移動させなければならない事情にあったので、つまり生かすための行進だった。もとより、衰弱したための多数の死者は軍の本意ではなかった[16]。
- 次の章の元日本軍兵士の証言でも述べられているように、「捕虜の数が多すぎた」[17]、「日本側も戦闘で疲労して重い物を背負って行進した」のに多く米人側が倒れたのは「自堕落」[18]・「軍の常識の違い」[19] である。オードネル捕虜収容所での多くの捕虜病死に関連した誤解[18]。
- 「行進した距離は1日平均14kmとさほど長距離でない」[20] という意見がある。体験例として「この距離を歩いただけでは死なない」とジャーナリストの笹幸恵は、「栄養失調」の状態であった自身つまり女性が実際に同じ経路を数日かけて踏破できたことから主張し、『文藝春秋』に『「バターン死の行進」女一人で踏破』というルポを発表した。そして戦犯裁判において「虐待行為」として裁かれた行為についても、戦犯裁判自体の公正性に問題があるとして疑問であると論じた[21]。しかし、このルポに対し当時行進に参加したというアメリカ人元捕虜のレスター・テニーは同じく『文藝春秋』に「前提条件の違い」・「事実の間違った認識」について厳しい反論を提示した。笹は健康が万全でなかったというが、宿泊・食事ともに十分な条件だった笹と違い、当時の捕虜は、まず健康状態が非常に深刻であり、しかも#捕虜の扱いにあるように食事、休憩、睡眠などが過酷な状況であり、水分補給は水をほとんど携帯していなかったり、妨害されたりして十分にできず、中には水を飲もうとして殺害された者もいたと反論し、同時に自分たちが日本兵に受けた激しい暴力についても述べた[22]。
- 日本側によるティータイムまであった行進であり、診療行為も行われた[23] ので人道的だったという反論がある。ただし、このお茶、そして食糧配布の話は、アメリカ側の証言にもあるが、むしろ十分ではない例の中に記載されている[24]。
- 炎天下を歩き弱っている捕虜を見た日本軍はこれに同情し僅かながらもお粥の炊き出しを行い、本間雅晴中将は出来る限りの措置を行うよう通達した。暑さを避ける為、捕虜を夕方と早朝だけ移動させるといった配慮が行われ、日本軍も捕虜もほぼ同じ食事を取った[25]。

#### 元日本軍兵士の証言
以下は、主にこの事件に係る日本側反論に関する旧日本軍の軍人の証言である。
吉本隆明は、フィリピンにいた元日本軍兵士の証言として以下の発言を紹介し、「それだけ、軍隊における常識も、アメリカと日本では違っていたということ」と評している。
第2次バターン攻略戦に参加した元日本軍兵士の次のような証言がある。
第65旅団歩兵第百四十一聯隊長（階級は大佐）として、バターン死の行進に従軍した今井武夫は次のように、当時の日本軍の状況について証言し反論している。

### 日米の民間交流・日本の謝罪
日本の民間団体であるPOW研究会は、2002年から、連合国軍人で日本軍の捕虜となった人々の待遇などの実態調査やかつての捕虜との交流を行ったが、その結果、バターン行進生存者の捕虜の来日も実現した。2009年（平成21年）5月に、藤崎一郎駐米大使が、バターン行進の生存者で作る団体「全米バターン・コレヒドール防衛兵の会」の年次総会に出席し、日本国政府を代表して、バターン死の行進について謝罪した。また2010年（平成22年）9月13日にも、外務大臣の岡田克也が元捕虜と外務省で面会し、謝罪している。

### ニュー・メキシコ州

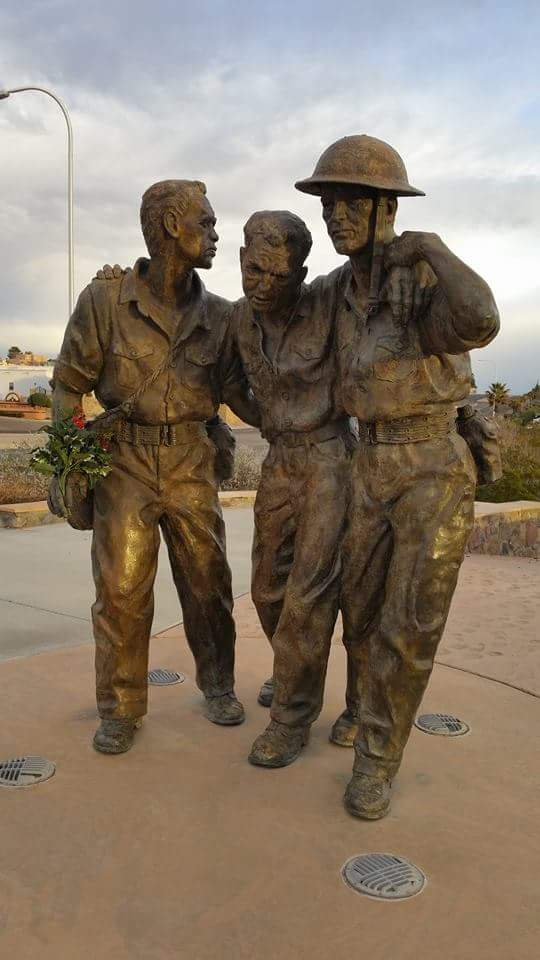
ニューメキシコ州ラスクルーセスの退役軍人記念講演にあるバターン死の行進記念碑はフィリピン人とアメリカ人の兵士の姿を現す。

バターン死の行進を強いられた捕虜の多くはニューメキシコ州出身者であり、主に州兵第200/第515高射砲連隊の部隊だったことから、この残虐行為が州の人々に与えた衝撃は大きかった。サンタフェにはニューメキシコ州軍バターン記念博物館が建てられている。ニューメキシコの旧州議会議事堂は現在バターン記念会館 (Bataan Memorial Building) と改名され、博物館となっている。兵士の記念碑は、ラス・クルセーズやタオスのプラザ中央にも建てられている。1989年から、ほぼ毎年早春に「バターン記念死の行進」が同州のホワイトサンズミサイル実験場で行われている。

## 関連作品
映画
- バターンを奪回せよ（1945年、アメリカ、監督：エドワード・ドミトリク）

## 脚註
1. 1 2  トーランド (1970) 2巻「五部 失われた希望 3 バターンを埋める捕虜」「4 死の行進」241頁-256頁、347頁
2. ↑  （今井武夫『日中和平工作　回想と証言　1937-1947』みすず書房、2009年, 157-158頁）
3. ↑  今井武夫『日中和平工作　回想と証言　1937-1947』みすず書房、2009年, 157-159頁
4. ↑  林博史『裁かれた戦争犯罪　イギリスの対日戦犯裁判』岩波書店、1998年 225-226頁
5. ↑  上田敏明『聞き書きフィリピン占領』P.73 勁草書房　1990
6. ↑  『文藝春秋』2006年3月号、492頁。
7. ↑  「バタアン死の行進」火野葦平p60－61　p69－79、「バターン死の行進」マイケル・ノーマン　エリザベス・M・ノーマン　河出書房新社、2011年　p318
8. ↑  「比島従軍記」西川佳雄 p.145　興亜書院(1943)
9. ↑  「いっさい夢にござ侯　本間雅晴中将伝」角田房子　p.387　中央公論新社、「バターン「死の行進」を歩く」鷹沢のり子　p.81　筑摩書房
10. ↑  「バターン死の行進」マイケル・ノーマン　エリザベス・M・ノーマン　p.235　河出書房新社、「バターン遠い道のりの先に」レスター・テニ―　p.87－88 梨の木舎
11. ↑  『文藝春秋』2006年3月号、490頁。
12. ↑  バターン死の行進の証拠写真とされてきたが、2010年3月19日、AP通信は「バターン死の行進を撮影したものでなかった」として訂正するとともに検証記事を配信した。同通信によると、この写真は行進から数週間後に収容所にて撮られた、米兵の遺体を埋葬のため運ぶ様子を写したものであるという。
13. ↑  マイケル・ノーマン　エリザベス・M・ノーマン「バターン死の行進」河出書房新社、2011年, 521頁
14. ↑  林博史『裁かれた戦争犯罪　イギリスの対日戦犯裁判』岩波書店、1998年 225-226頁。
15. ↑  「ルソンの苦闘」藤田相吉　p90－94
16. ↑  「比島攻略作戦」戦史叢書　p431－432
17. 1 2  軍人軍属短期在職者が語り継ぐ労苦（恩欠編）第１巻、第２部　聴取調査記録　「バターン死の行進」282頁
18. 1 2 3  今井武夫『日中和平工作　回想と証言　1937-1947』みすず書房、2009年, 163-164頁
19. 1 2  吉本隆明『私の「戦争論」』ぶんか社、1999年[要ページ番号]
20. ↑  高山正之『サンデルよ、「正義」を教えよう』[要ページ番号]
21. ↑  『文藝春秋』2005年12月号[要ページ番号]
22. ↑  『文藝春秋』2006年3月号、489-492頁。
23. ↑  溝口郁夫・本郷美則『「死の行進」なのになぜかティータイム！』「歴史通」2011年9月号 P167-P168
24. ↑  「バターン死の行進」マイケル・ノーマン　エリザベス・M・ノーマン　p.264　河出書房新社、「バターン遠い道のりの先に」レスター・テニ―　p.100－101 梨の木舎
25. ↑  小神野真弘『アジアの人々が見た太平洋戦争』 平成27年4月10日　第一刷発行　彩図社 ISBN 978-4-8013-0066-8ISBN 978-4-8013-0066-8 67,68頁
26. ↑  吉本隆明『私の「戦争論」』ぶんか社、1999年, 27頁
27. ↑  
http://www.powresearch.jp/jp/index.html
28. ↑  “岡田外相、元米兵捕虜に謝罪 「非人道的だった」”. 共同通信社. 47NEWS. (2010年9月13日) 2013年5月22日閲覧。
29. ↑  “（国家と歴史：下）米に「敵国、日本」の記憶 戦後７０年・第３部：朝日新聞デジタル”. 朝日新聞デジタル. 2020年2月15日閲覧。